# Jeórjiosz Jemisztósz Plíthon
Jeórjiosz Jemisztósz Plíthon (Γεώργιος Γεμιστός Πλήθων, Geórgiosz Gemisztosz Pléthón, latinul: Georgius Gemistus Pletho), (Konstantinápoly, 1355 körül – Misztrász, 1452. június 26.) bizánci filozófus, neoplatonista. Egyike azon gondolkodóknak, akiknek köszönhető, hogy Nyugaton a görög nyelv és kultúra újra reneszánszát kezdi élni. Visszavezette a platóni tanokat a nyugati gondolkodásba.

## Élete
Feltehetően Bizáncban született 1355-ben, Adrianopoliszban tanult, majd felvette a Plíthon nevet, az általa nagyra tisztelt Platón neve után. Hosszú vándorlás után, amelynek során felkereste Ciprust és Palesztinát, Misztrában telepedett le, ott hozta létre iskoláját, és tanított. Tanítványa lett Besszarion. Részt vett a ferrarai zsinaton, amely a keleti és nyugati keresztény egyház egyesítését tűzte ki célul, hogy útját állják a török hódításnak. Később Firenzébe ment, ahol humanistáknak tartott előadásokat a platonista filozófiáról. Ennek hatására döntött úgy Cosimo de’ Medici, hogy létrehozza az Akadémiát, amelynek élére Ficinót jelölte. 99 éves kora táján halt meg Misztrában.

## Tanai
Plíthon Misztrában filozófiát, csillagászatot, történelmet és földrajzot is tanított. Platón tanait előnyben részesítette Arisztotelésszel szemben, rámutatva De Differentiis c. művében kettejük istenképének különbségeire. Pléthón kijelenti: Platón teremtőként látja Istent, valamennyi szubsztancia, és így az egész univerzum alkotójaként, míg Arisztotelész mozgatóként írja le. És amíg Platón szerint a létezés végső oka is Isten, addig Arisztotelész istene a mozgás és  változás végét jelöli. Bírálja Arisztotelészt, amiért lényegi kérdések helyett lényegtelenekkel foglalkozott és elmulasztott szólni arról például, hogy a mennyeket az ötödik elem alkotja vagy hogy a kontempláció micsoda örömhöz vezet. Erre írt választ később korábbi tanítványa, későbbi ellenfele, Gennádiosz Szkholáriosz, aki skolasztikusként megvédi az arisztotelészi tanokat.
A bizánci császároknak írt pamfletjeiben 1415 és 18 között rámutatott arra, miképpen lehetne a birodalmat újjászervezni Platón Állama szerint. Elképzelését a Peloponnészoszon gondolta véghezvinni, mert úgy tartotta, ők az ókori hellének leszármazottai. Az erős monarchikus államban a vezetőt egy jól képzett tanács látja el javaslatokkal. A hadsereg helyi születésű görög harcosokból kell álljon, akiket az adófizetők támogatnak. Ezért a többi lakos mentesül a katonai szolgálat alól. A föld az állam tulajdonában van, mindenki a termények harmadát az államnak adja. Szűzföldek művelését külön támogatnák. A kereskedelem korlátozottan lehetséges, a bartert előnyben részesítené, akárcsak a helyi terményt az importáruk rovására. A csonkítást, mint büntetési módot, elveti, ugyanakkor a bilincs használatát támogatja. A homoszexuálisokat máglyára küldené. II. Mánuel császár és fia, VIII. János később egyiket sem valósították meg javaslatainak.

## Művei
- Nómoi (Törvények könyve)
- De Differentiis (Platón és Arisztotelész istenképének összehasonlítása)
- Zarathusztra és Platón tanainak összegzése

## Személye aRégi tudós világ históriájában
Budai Ézsaiás teológus és történetíró a Régi tudós világ históriája című 1802-es, Debrecenben megjelent nagy tudós-lexikonában a következőket írja Pléthónról:
| GEORGIUS GEMISTUS, vagy, másképpen Pletho, Constantzinápolyból, nagy tudományú ember, és a’ Platonica Philosophiának megújjítója Olasz Országbann. Ama híres Cosmus Mediceust annyira vette, hogy Platonica Academiát állított fel. Már 1426-bann Manuel Palaeologus Tsászár előtt nagy kedvességbenn vólt; és 1438-bann a’ Florentziai Conciliumbann több más Görög Túdósokkal egygyütt jelenlévénnː ő vólt egygyik a’ ki ellenzette, hogy a’ Szent Lélek származásáról való tudománybann, egygyet értsen. Idővel mindazáltal a’ Napnyúgoti Ekklésia értelmére hajlott. Minekutánna Olasz Országbann sok ideig lakott, és ott a’ Platonica Philosophiát felélesztetteː 1441-benn Peloponnesusba ment, hol mind haláláig közönséges hívatalt viselt. Úgy tartják, hogy szinte száz esztendeig élt. Munkájának ez a’ titulussaː De gestis Graecorum posi pugnam ad Mantineam L. II. mely leginkább Diodorusból és Plutarchusból van kiszedve. |

## Művei magyarul
- Peloponnészosz leírása (részletek, ford. Boronkai Iván) INː (szerk.) Simon Róbert – Székely Magda – Dimitriosz Hadziszː A bizánci irodalom kistükre, Európa Könyvkiadó, Budapest, 1974, ISBN 963-07-0345-9, 705–722 p